# Снарядний шок

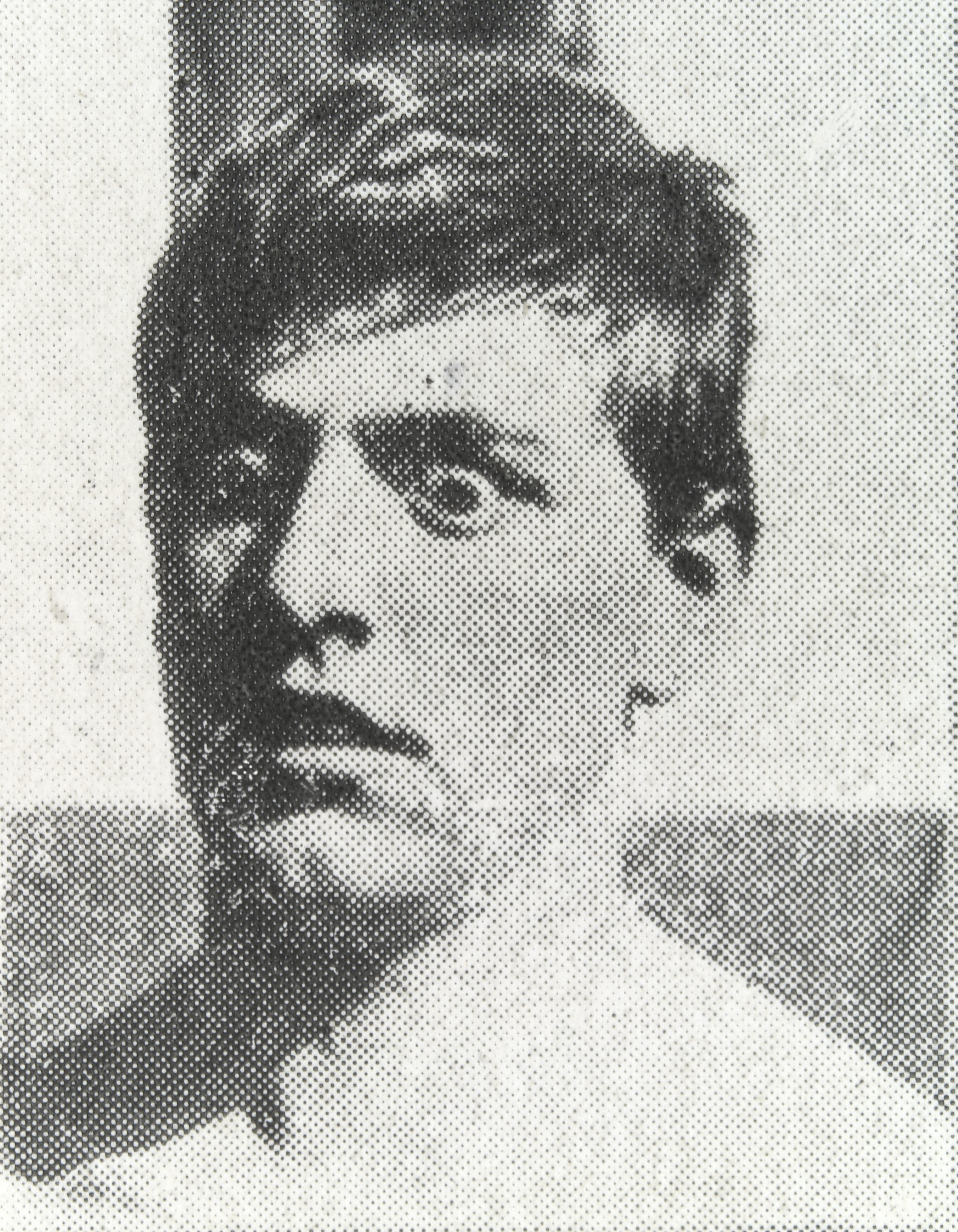
Характерні ознаки снарядного шоку: приголомшений вираз обличчя та нерухомий, застиглий погляд

Снарядний шок — термін, створений англійським психіатром Ч. Майерсом у період Першої світової війни для опису посттравматичного стресового розладу, що виникає в учасників бойових дій (у цю епоху ще не існувало терміну «посттравматичний стресовий розлад»). Термін «снарядний шок» насамперед ставився до психологічних травм, що виникли в результаті артилерійських атак. «Снарядний шок» також може бути психологічною реакцією на ситуацію бомбардування або участь у бою. Він виявляється у відчутті безпорадності, паніки, бажання втекти, або нездатності нормально міркувати, ходити чи говорити. Також може спостерігатися безсоння .
У своїх дослідженнях Майєрс визначив відмінності між неврологічним розладом унаслідок контузії від розриву снаряда та психологічним «снарядним шоком». Майєрс також виявив подібність між військовими невротичними розладами та дисоціативними розладами. В одному з досліджень ветеранів Першої світової війни, які страждають на синдром, названий «тривожне серце», була виміряна частота серцевих скорочень до та після пред'явлення випробуваним стимулів, схожих на звук вибуху та спалаху полум'я під час бомбардувань. У цьому дослідженні ветерани з синдромом «тривожне серце» демонстрували збільшення частоти серцевих скорочень за умови пред'явлення стимулу, чого не спостерігалося у ветеранів контрольної групи. Майєрсу вдалося домогтися створення центрів реабілітації поруч із лінією фронту, надалі цей принцип невідкладної допомоги був також використаний в американській армії.
Хоча зазвичай «снарядний шок» вважається формою посттравматичного стресового розладу, надалі було з'ясовано, що при цьому синдромі також можуть спостерігатися органічні ушкодження мозку, спричинені вибухами. Якщо інтенсивність впливу вибуху невисока, то перший момент стан мозку здається нормальним, але згодом у мозку розвиваються запальні процеси, що порушують його функціонування.